# Cratere Schröter
Schröter è un cratere lunare di 36,67 km situato nella parte nord-occidentale della faccia visibile della Luna.